# Festival de la Cançó d'Eurovisió 1984
El XXIX Festival de la Cançó d'Eurovisió va tenir lloc el 5 de maig de 1984 a Luxemburg i es va saldar amb la victòria del trio compost pels germans Herreys que, en representació de Suècia, van defensar el tema "Diggi-loo Diggi-ley", de Torgny Söderberg i Britt Lindeborg.
Es tractava de la quarta ocasió en què el Gran Ducat acollia l'esdeveniment. L'organització, que al principi va tenir problemes per trobar un recinte adequat on albergar el certamen, va optar finalment pel Gran Teatre de Luxemburg, llavors encara conegut com a Teatre Municipal de la Vila de Luxemburg, que ja havia estat seu de l'edició de 1973. Ja que l'aforament era limitat, només es va permetre l'entrada a membres VIP, a la premsa i als membres de la delegació de cada país. Entre les personalitats que van seguir el Festival en directe des del pati de butaques, es trobaven el Gran Duc Enric de Luxemburg i la seva esposa Maria Teresa de Luxemburg.
Grècia i Israel es van abstenir de concórrer a l'esdeveniment. La retirada de la televisió israeliana es va deure a la coincidència de la data del Festival amb la de la celebració del Yom ha-Zikkaron, Dia del Record als Caiguts. Irlanda, per la seva banda, es va reincorporar al concurs després d'absentar-se en 1983, per la qual cosa el nombre de participants va ser de dinou.
La retransmissió va donar començament amb unes breus imatges aèries del país amfitrió, al mateix temps que l'orquestra executava un popurrí de les composicions guanyadores per Luxemburg, que va concloure amb uns concordes del tema "L'amour est bleu", quarta classificada en l'edició de 1967 en representació del Gran Ducat. En l'escenari, obra de Roland de Groot com en 1970, 1976 i 1980, hi havia tres podis amb escales, així com una sèrie de figures geomètriques planes, entre les quals en un primer moment destacava un quatre, en al·lusió a l'any en curs. Aquestes figures canviaven de posició gràcies a un nodrit grup de tramoistes que les articulava manualment entre les diferents actuacions i, en ocasions, durant les mateixes.
La presentadora del programa, Désirée Nosbusch, ostenta el rècord de ser la conductora més jove que ha tingut el Festival, ja que llavors comptava amb tan sols 19 anys. Aquesta va iniciar el seu discurs confessant que aquell era un dels moments més importants de la seva curta vida i que mai abans el cor li havia bategat a tanta velocitat, però va conduir la gala d'una manera distesa. A més, en les seves successives aparicions, no es va limitar a traduir d'una llengua a una altra, com és costum, sinó que va entrellaçar de manera fluida paraules en anglès, francès, alemany i luxemburguès. Es va donar la coincidència que el director musical del programa, el mestre Pierre Cao, havia estat el seu professor de música a l'escola, i així ella ho va significar en presentar-ho a l'audiència, quan també va afegir-ne: "Senyor Cao, aquesta nit sóc jo qui li desitja bones notes".
La presentació de cada participant va consistir en imatges generades per ordinador en les quals s'intercalaven estereotips amb estampes del país corresponent, sempre en to humorístic. No en va, aquests esquetxos estaven protagonitzats per un grup de comediants parisencs, batejat per a l'ocasió amb el nom d'Els turistes. Així mateix, i com ja succeís a Harrogate en 1982, abans de l'inici de cada actuació, les càmeres enfocaven el comentarista de la respectiva televisió, moment en què molts d'ells aprofitaven per saludar els teleespectadors.
Durant l'intermedi previ a les votacions, el Theater of Animated Drawings de Praga va escenificar un número de mímica que girava entorn del diàleg mut entre un home i un èquid, el contorn del qual, simulat amb cordes, adoptava múltiples formes.
El Festival va ser retransmès a una trentena de països, la Unió Soviètica inclosa, en alguns d'ells per primera vegada amb so estèreo. Així mateix, aquesta edició va presentar la particularitat de ser la de menor durada des que en 1975 s'introduís l'actual sistema de votació, segons el qual cada país vota a deu cançons en ordre ascendent, començant per un vot i acabant amb el dotze a la millor valorada. Així doncs, la retransmissió d'Eurovisió 1984 va tenir una durada total de dues hores i tretze minuts.
El nucli de l'equip tècnic del programa va estar format per René Steichen (direcció), Ray van Kant, Mariette Dumont, Patrick Seyler i Arlette Goebel (producció executiva), Roland de Groot (escenografia) i Pierre Cao (direcció musical). Per part de la UER, va actuar com a supervisor de l'organització Frank Naef, qui va fer també la funció d'escrutador oficial durant les votacions.

## Participants
| #  | País i TV               | Intèrpret(s)               | Cançó                              | Traducció                         | Idioma     | Lloc | Punts |
| -- | ----------------------- | -------------------------- | ---------------------------------- | --------------------------------- | ---------- | ---- | ----- |
| 01 | Suècia SVT              | Herreys                    | Diggi-Loo Diggi-Ley                | -                                 | Suec       | 1    | 145   |
| 02 | Luxemburg CLT           | Sophie Carle               | 100% d'amour                       | 100% d'amor                       | Francès    | 10   | 39    |
| 03 | França A2F              | Annick Thoumazeau          | Autant d'amoureux que d'étoiles    | Tants enamorats com a estels      | Francès    | 8    | 61    |
| 04 | Espanya TVE             | Bravo                      | Lady, lady                         | -                                 | Castellà   | 3    | 106   |
| 05 | Noruega NRK             | Dollie de Luxe             | Lenge leve livet                   | Visca la vida                     | Noruec     | 17   | 29    |
| 06 | Regne Unit BBC          | Belle & The Devotions      | Love games                         | Jocs d'amor                       | Anglès     | 7    | 63    |
| 07 | Xipre CyBC              | Andy Paul                  | Anna Maria Lena                    | -                                 | Grec       | 15   | 31    |
| 08 | Bèlgica RTBF            | Jacques Zegers             | Avanti, la vie                     | Endavant, la vida                 | Francès    | 5    | 70    |
| 09 | Irlanda RTÉ             | Linda Martin               | Terminal 3                         | -                                 | Anglès     | 2    | 137   |
| 10 | Dinamarca DR            | Hot Eyes                   | Det' lige det                      | És justament això                 | Danès      | 4    | 101   |
| 11 | Països Baixos NOS       | Maribelle                  | Ik hou van jou                     | T'estimo                          | Neerlandès | 14   | 34    |
| 12 | Iugoslàvia JRT          | Vlado i Izolda             | Ciao, amore                        | Adéu, amor                        | Serbocroat | 18   | 26    |
| 13 | Àustria ORF             | Anita Spanner              | Einfach weg                        | Simplement lluny                  | Alemany    | 19   | 5     |
| 14 | Alemanya Occidental ARD | Mary Roos                  | Aufrecht geh'n                     | Continua recte                    | Alemany    | 13   | 34    |
| 15 | Turquia TRT             | Beş Yıl Önce, On Yıl Sonra | Halay                              | -                                 | Turc       | 12   | 37    |
| 16 | Finlàndia YLE           | Kirka                      | Hengaillaan                        | Passem el temps                   | Finès      | 9    | 46    |
| 17 | Suïssa SSR SRG          | Rainy Day                  | Welche Farbe hat der Sonnenschein? | De quin color és la llum del sol? | Alemany    | 16   | 30    |
| 18 | Itàlia RAI              | Alice i Franco Battiato    | I treni di Tozeur                  | Els trens de Tozeur               | Italià     | 5    | 70    |
| 19 | Portugal RTP            | Maria Guinot               | Silêncio e tanta gente             | Silenci i tanta gent              | Portuguès  | 11   | 38    |

Països participants.
Països que hi van participar al passat però no el 1984.

- La cançó espanyola estava interpretada en castellà a pesar de tenir el títol en anglès.

## Resultats

### Sistema de votació
Cada país comptava amb un jurat nacional compost per onze persones d'edats compreses entre els 16 i els 60 anys. Cap d'elles no podia tenir cap connexió professional amb el món de la música, en un intent de reflectir el vot de l'espectador mitjà europeu. Cada membre puntuava a totes i cadascuna de les cançons concursants - a excepció de la que representava al seu propi país - amb una qualificació d'1 i 5. El president o la presidenta del jurat recopilava i sumava les qualificacions atorgades a cada cançó per cada membre del jurat i, sota supervisió notarial, ordenava les deu cançons amb major nombre de vots, assignant 12 punts a la cançó més votada, 10 a la segona, 8 a la tercera, i així successivament fins a 1 punt a la desena amb major nombre de vots. D'aquesta manera, quedava conformada la votació definitiva que després la persona amb la funció de portaveu llegia públicament per via telefònica durant el temps de les votacions.
Tot i que el veredicte es basés en l'actuació en directe, el reglament recollia que els jurats havien de visionar amb antelació els videoclips de totes les cançons per familiaritzar-se amb els temes en concurs.

### Jurat espanyol
El jurat espanyol, reunit per última vegada als estudis de Prado del Rey, va estar presentat per Marisa Medina. Com a president va exercir Pedro Macía i com a secretari va fer el propi Francisco Hortelano. Els onze membres amb potestat per al vot van ser, per aquest ordre: Francisco Guardón Mora, empleat de laboratori i expert en fotografia; Carmen González Cabeza, traductora; Rafael Rullán Ribera, jugador de bàsquet; Mayte Sancho Lucas, actriu; Victoriano Valencia, torero retirat i empresari taurí; Andrés Magdaleno, empresari i actor teatral; Eva Nasarre, professora de ballet i gimnàstica; Luis del Val, escriptor i autor teatral; Carmen Garrido García, relacions públiques; Luis Fernando Abad Castro, químic industrial i Conchita Mínguez Tudela, amazona.

### Desenvolupament de les votacions
Irlanda, Espanya i Dinamarca van alternar-se els primers llocs de la taula al llarg de la primera meitat del recompte de vots. A partir de llavors, Suècia va ocupar definitivament el primer lloc, seguida per Irlanda. Aquesta seria la tercera i, de moment, última vegada en la història del Festival, en què la primera cançó de la nit seria la guanyadora. El bronze va ser per al conjunt espanyol. El tema italià, que va classificar-se en un cinquè lloc compartit amb el belga, seria dels que tindria més repercussió al mercat europeu dels que van participar en aquesta edició.

### Taula de votacions
|              |                                     | Resultats |         |         |            |       |         |         |           |               |            |         |                     |         |           |        |        |          |    |    |
| Suècia       | Luxemburg                           | França    | Espanya | Noruega | Regne Unit | Xipre | Bèlgica | Irlanda | Dinamarca | Països Baixos | Iugoslàvia | Àustria | Alemanya Occidental | Turquia | Finlàndia | Suïssa | Itàlia | Portugal |    |    |
| Participants | Suècia                              |           | 6       | 6       | 4          | 10    | 7       | 12      | 7         | 12            | 12         | 10      | 4                   | 12      | 12        | 3      | 8      | 10       | 6  | 4  |
| Participants | Luxemburg                           |           |         |         | 7          |       |         | 7       |           | 5             | 5          |         | 8                   |         |           | 4      |        |          | 3  |    |
| Participants | França                              | 2         |         |         |            | 2     | 6       | 3       | 10        |               |            | 12      |                     | 8       |           |        |        | 4        | 7  | 7  |
| Participants | Espanya                             | 10        | 8       | 10      |            | 6     | 4       | 6       | 3         | 7             | 7          | 2       | 2                   | 6       |           | 12     |        | 3        | 8  | 12 |
| Participants | Noruega                             | 8         | 7       |         |            |       |         |         | 1         | 3             |            |         |                     |         | 2         |        | 6      | 2        |    |    |
| Participants | Regne Unit                          | 3         | 1       |         | 3          | 8     |         | 2       | 2         | 8             | 1          | 4       | 1                   | 2       | 7         | 1      | 4      |          | 10 | 6  |
| Participants | Xipre                               | 4         |         | 1       |            |       |         |         |           | 4             | 10         |         | 12                  |         |           |        |        |          |    |    |
| Participants | Bèlgica                             |           | 12      | 12      | 2          | 3     |         |         |           |               |            | 8       |                     | 3       | 4         | 5      | 10     |          | 1  | 10 |
| Participants | Irlanda                             | 12        | 5       | 3       | 10         | 4     | 8       | 10      | 12        |               | 3          | 7       |                     | 10      | 10        | 10     | 7      | 12       | 12 | 2  |
| Participants | Dinamarca                           | 5         | 3       | 8       | 6          | 12    | 12      | 5       | 8         | 10            |            | 3       | 6                   | 4       | 5         | 2      | 5      | 1        | 5  | 1  |
| Participants | Països Baixos                       |           | 2       | 7       | 8          |       | 1       |         |           | 6             |            |         | 5                   |         |           |        |        | 5        |    |    |
| Participants | Iugoslàvia                          |           |         | 2       |            |       | 3       | 8       |           |               |            |         |                     |         | 3         | 8      | 2      |          |    |    |
| Participants | Àustria                             |           |         |         |            |       |         |         |           | 1             | 4          |         |                     |         |           |        |        |          |    |    |
| Participants | Alemanya                            |           |         | 4       |            | 7     | 2       |         | 6         |               | 2          | 5       |                     | 1       |           |        |        |          | 2  | 5  |
| Participants | Turquia                             | 6         |         |         |            |       | 5       |         | 4         | 2             |            | 1       | 10                  |         |           |        | 3      | 6        |    |    |
| Participants | Finlàndia                           | 7         |         | 5       | 1          | 5     |         | 4       |           |               | 6          |         | 3                   | 5       | 1         | 6      |        |          |    | 3  |
| Participants | Suïssa                              | 1         |         |         |            |       | 10      | 1       | 5         |               | 8          |         |                     |         |           |        | 1      |          | 4  |    |
| Participants | Itàlia                              |           | 10      |         | 12         | 1     |         |         |           |               |            |         |                     | 7       | 6         | 7      | 12     | 7        |    | 8  |
| Participants | Portugal                            |           | 4       |         | 5          |       |         |         |           |               |            | 6       | 7                   |         | 8         |        |        | 8        |    |    |
| Participants | LA TAULA ESTÀ ORDENADA PER APARICIÓ |           |         |         |            |       |         |         |           |               |            |         |                     |         |           |        |        |          |    |    |

### Màximes puntuacions
Després de la votació, els països que van rebre 12 punts (màxima puntuació que podia atorgar el jurat) van ser:
| Núm. | A         | De                                           |
| ---- | --------- | -------------------------------------------- |
| 5    | Suècia    | Xipre, Irlanda, Dinamarca, Àustria, Alemanya |
| 4    | Irlanda   | Suècia, Bèlgica, Suïssa, Itàlia              |
| 2    | Bèlgica   | Luxemburg, França                            |
| 2    | Dinamarca | Noruega, Regne Unit                          |
| 2    | Espanya   | Turquia, Portugal                            |
| 2    | Itàlia    | Espanya, Finlàndia                           |
| 1    | Xipre     | Iugoslàvia                                   |
| 1    | França    | Països Baixos                                |

## Retransmissió de TVE
A Espanya, aquesta va ser la primera edició del Festival que es va emetre per la UHF, actual La 2, a causa de la coincidència amb la Final de la Copa del Rei de futbol, que es va emetre pel primer canal. Encara que no es disposa de dades contrastades sobre el nombre de teleespectadors que van seguir un esdeveniment televisiu i l'altre, donada la inexistència aleshores d'audímetres a Espanya, alguns mitjans han assenyalat que Eurovisió podria haver congregat aquell dissabte més audiència que la trobada entre l'Athletic Club i el F.C. Barcelona. Sigui com sigui, la veritat és que en anys successius, TVE optaria per situar el Festival definitivament en la Segona Cadena, fet que va voler veure's com un signe del creixent desinterès de la televisió estatal cap al concurs. No seria fins a 1993 quan tornés a ser traslladat al seu emplaçament original en La Primera.
Sobre les 20:30 hores, es va procedir a la presentació del jurat espanyol, que havia estat reunit des de les quatre de la tarda a Prado del Rey visionant els videoclips dels temes en concurs. A les nou de la nit es va connectar amb Luxemburg per donar començament a la retransmissió en directe de l'esdeveniment.
Per segon any consecutiu, l'Ens Públic va confiar en el poeta i periodista José Miguel Ullán per narrar als televidents espanyols les incidències del programa. El seu peculiar estil, caracteritzat per un sentit de l'humor càustic i un gran domini de l'idioma, a més d'un ric bagatge cultural, van fer d'aquesta una retransmissió poc convencional i, tal vegada per això, encara avui dia segueix dividint opinions.
Ullán no va obviar la ja citada coincidència de l'Eurofestival amb la Final de la Copa del Rei, a la qual va al·ludir en diverses ocasions; com quan va començar la seva elocució donant la benvinguda als teleespectadors que havien aconseguit "vèncer la temptació del futbol" o com quan, a punt de donar començament el recompte de vots, va etzibar a l'audiència "deixin-se anar de l'improperi a la floreta, més rebombori han armat els de la Final de la Copa".
Va tenir també paraules de record per a la representant d'RTVE de l'any anterior. Així, instants abans que sortís a escena el grup Bravo, va manar "un petó molt fort a Remedios Amaya". De la mateixa manera, després de la votació del primer jurat, va exclamar "Suècia acaba de votar per Espanya amb deu punts. Hem perdut realment la virginitat de l'any passat".
Finalitzada l'última cançó, va donar pas a Madrid per a una pausa publicitària, al final de la qual els teleespectadors espanyols encara van poder seguir part de l'actuació del Theater of Animated Drawings de Praga. Es va referir al número com un homenatge a Platero i jo de Juan Ramón Jiménez, tot i que la pròpia presentadora no va fer cap esment sobre aquest tema. Per tant, aquest extrem, de ser cert, va quedar pendent de confirmació.
Ja en la recta final de les votacions i durant el lliurament mateix dels guardons a la delegació vencedora, es va abstenir de fer la més mínima observació, per acabar reprenent breument la paraula al final del programa i anunciar que en uns minuts s'intentaria restablir la connexió amb Luxemburg a fi de conèixer les primeres impressions del conjunt espanyol. Aquesta connexió, no obstant això, no va ser possible i, després d'un nou bloc publicitari, TVE va reprendre per espai d'una mica més d'un quart d'hora el col·loqui amb els membres del jurat espanyol.

## Cançons d'Eurovisió en TVE
D'acord amb el reglament de la UER de l'època, les diferents televisions participants havien d'emetre els videoclips de les cançons en concurs amb anterioritat a la celebració del certamen. En aquesta ocasió, TVE va programar l'emissió d'aquests previs per a la mateixa setmana de celebració de l'esdeveniment, situant-los en la Primera Cadena entorn de les cinc de la tarda, al final de la telenovel·la brasilera Quem ama não mata. Els temes van ser presentats en tres blocs sota l'epígraf Cançons d'Eurovisió amb algunes alteracions pel que fa a l'ordre d'actuació al Festival, tal com es detalla a continuació:
| dilluns, 30 d'abril | Suècia, Luxemburg, França, Noruega, Xipre, Bèlgica i Regne Unit.              |
| dimecres, 2 de maig | Irlanda, Dinamarca, Països Baixos, Iugoslàvia, Àustria i Alemanya Occidental. |
| dijous, 3 de maig   | Finlàndia, Turquia, Suïssa, Portugal, Itàlia i Espanya.                       |